# 白爾登公寓
白爾登公寓，又名陝南大樓，是上海市的一座歷史建築，位於陕西南路213号（上海法租界境內），修建於1924年。這座建築是鋼筋混凝土結構，樓高6層，外觀屬於新古典主義風格。這座公寓曾是作家張愛玲的母親黄素琼和姑妈張茂渊的住址。1997年，白爾登公寓被列入上海市第三批優秀歷史建築名單。